# Mint a violák
A Mint a violák Szécsi Pál 1992-ben a Média által kiadott válogatáslemeze, ami CD-n és kazettán egyaránt megjelent.

## Az album dalai
1. Szeretni bolondulásig	2.26 (Fényes Szabolcs–Szenes Iván)
2. Talán sok év után (Canzone per te) 3.15 (Sergio Endrigo–Bardotti–Kálmán)
3. Micsoda igények 2.40 (Berki Géza–ifj. Kalmár Tibor)
4. Akkor is lesz nyár 3.05 (Aldobolyi Nagy György–Szenes Iván)
5. Könnyezem 3.25 (Forrai György)
6. Karolina 3.40 (Kookie Tian–Szécsi Pál)
7. Szereted-e még? 3.10 (Havasy Viktor–ifj. Kalmár Tibor)
8. Gedeon bácsi 3.50 (Payer András–S. Nagy István)
9. A távollét (La lontananza) 3.33 (Domenico Modugno–Enrica Bonaccorti–Vándor Kálmán)
10. Egy szál harangvirág (Donauwellen) 2.40 (Ivanovici–Szécsi Pál)
11. Hull az eső 2.15 (Behár–S. Nagy István)
12. Mint a violák (Come le viole)	3.05 (G. Gagliardi–G. Amendola–Vándor Kálmán)